# Уэйк, Нэнси
Нэнси Грейс Августа Уэйк (англ. Nancy Grace Augusta Wake; 30 августа 1912, Веллингтон — 7 августа 2011, Лондон), известная также по своему прозвищу «белая мышь» (англ. white mouse), — британский агент во Французском сопротивлении, действовавшая во второй половине Второй мировой войны. Уэйк была одной из ведущих фигур в маки, наиболее крупном из французских движений вооружённого Сопротивления.

## Биография
Нэнси Уэйк родилась в 1912 году в Веллингтоне (Новая Зеландия). Была младшим ребёнком из шести детей. В 1914 году, когда ей было два года, её семья переехала жить в Сидней (Австралия). Вскоре её отец, Карлос Уэйк, бросил семью и вернулся в Новую Зеландию, оставив её мать, Эллу Уэйк (1874—1968), с шестью детьми на руках. Нэнси посещала среднюю школу Северного Сиднея для девушек, но убежала из дома в возрасте 16 лет и работала медсестрой. Затем, воспользовавшись наследством в 200 фунтов стерлингов от своей тёти, она отправилась в Нью-Йорк и затем в Лондон, где работала в качестве журналиста, самостоятельно обучившись. В 1930-е годы работала в Париже. Позже работала репортёром сети европейских газет Hearst Corporation, принадлежащей Уильяму Рэндольфу Херсту. Она была свидетельницей начала правления Гитлера, роста национал-социалистического движения и насилия в отношении евреев, цыган, негров и протестующих на улицах Парижа и Вены.
В 1937 году она познакомилась с богатым французским промышленником Анри Эдмондом Фокко (1898—1943), за которого вышла замуж 30 ноября 1939 года и жила с ним в Марселе до того момента, когда германская армия вторглась в город. После падения Франции в 1940 году Уэйк начала деятельность в качестве связующего звена во французском Сопротивлении, позже присоединившись к подпольной сети капитана Ян Гарроу. Из-за её способностей избегать поимки гестапо дало ей кодовое имя «Белая мышь»; Сопротивление было очень осторожным в вопросах, связанных с её заданиями, её жизнь находилась в постоянной опасности. В 1943 году она была самым разыскиваемым гестапо человеком, за её голову была назначена цена в 5 миллионов франков.
После раскрытия сети в декабре 1943 года Уэйк оставила Марсель и рассталась со своим мужем. После войны она узнала о его смерти: 16 октября 1943 года, после отказа раскрыть её местонахождение, он был подвергнут пыткам и казнён гестаповцами. Уэйк была взята в плен в Тулузе, но освобождена через четыре дня. После шести попыток ей удалось попасть через Пиренеи в Испанию. Из Испании она переехала в Англию и присоединилась к Управлению специальных операций и в ночь с 29 на 30 апреля 1944 года вернулась во Францию, в Оверни (приземлившись на парашюте с самолёта), и начала деятельность в качестве связующего звена между местными группами вооружённого сопротивления и Лондоном. В её обязанности входило распределение сбрасываемого партизанам вооружения и контроль над финансами отряда. Также она принимала участие в боевых операциях группы, атаках на немецкие гарнизоны и местные отделения гестапо в Монлюсоне.
Уэйк принимала большое участие в вербовке новых членов движения Сопротивления. Товарищи по оружию ценили боевой дух Нэнси, которая зарекомендовала себя как отличный солдат: однажды она убила стоявшего на карауле немецкого часового голыми руками, перебив ему гортань с помощью специального приёма, чтобы он не успел поднять тревогу во время нападения маки на гарнизон немецких войск. Также известен случай, когда одна из девушек отряда была изобличена как немецкая шпионка; её было решено застрелить, но ни у кого не хватало на это мужества, — тогда Нэнси взяла пистолет и сделала это самостоятельно без каких-либо эмоций.
После войны она была награждена медалью Георга, американской медалью Свободы, медалью французского Сопротивления и трижды — французским Военным крестом, а впоследствии — ещё множеством наград различных государств. После войны она работала в департаменте разведки британского министерства авиации при посольствах в Париже и Праге.
В 1949 году вернулась в Австралию и попыталась сделать там политическую карьеру, но безуспешно, и в 1951 году вернулась в Англию, работала в должности офицера разведки при штабе ВВС. В 1957 году вышла замуж за офицера ВВС Джона Форварда и вышла в отставку. В начале 1960-х годов пара переехала в Австралию, где Уэйк снова пыталась заняться политикой и снова безуспешно.
В 1985 году опубликовала автобиографию «Белая мышь», ставшую бестселлером. Её муж скончался после 40 лет совместной жизни в 1997 году. Детей в браке не было. В 2001 году покинула Австралию в последний раз и вернулась в Англию, проживала в отеле. Умерла 7 августа 2011 года в возрасте 98 лет в больнице Кингстона после госпитализации с инфекцией грудной клетки. Она попросила, чтобы ее прах был развеян в Монлюсоне в центральной Франции. Ее прах был развеян возле деревни Верне, которая находится недалеко от Монлюсона, 11 марта 2013 года .